# Феофіл (візантійський імператор)

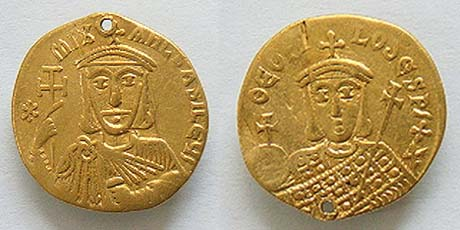
Візантійська номізма (солід) з зображенням Феофіла та його батька, Михаїла, засновника Аморійської династії.

Феофі́л, також Теофіл (813 — 20 січня 842) — другий візантійський імператор з аморійської династії.

## Біографія
Феофіл був сином імператора Михайла II і його першої дружини Фекли; його хрещеним батьком був імператор Лев Вірменин. З 821 року Феофіл був співправителем разом з батьком, а після смерті останнього 829 року, став одноосібним імператором. Він вступив на престол за достатньо сприятливих умов. Імперії ніщо не загрожувало крім арабських піратів; населення порівняно благоденствувало, скарбниця була багата. Хоч і не вщухали суперечки іконоборства, але в правління Михайла II переслідування за шанування ікон припинили.
Феофіл здобув відмінну освіту під керівництвом науковця Іоанна Граматика, відомого іконоборця, зведеного при Феофілі на патріарший престол. Феофіл розумів і цінував мистецтва та науки. Він також любив церковний спів, сам писав стіхири (за переказами, його перу належить стіхира на свято Входу Господнього до Єрусалиму «Ізійдіть язичі, ізійдіть і люде…») і по святах правив хором у Святій Софії.
Він був наділений багатьма яскравими якостями і сильним, але запальним характером; любов до справедливості доводила його до досить крутих заходів.
Його життя, блискуче і цікаве, оточене народними легендами, не завжди було щасливим через часті поразки у війнах з арабами. Першим його кроком при початку одноосібного правління була вимога до сенату стратити головних вбивць імператора іконоборця Лева Вірменина († 820); хоча вони звели на престол його батька і були ним прощені. Феофіл також вигнав з палацу свою мачуху — другу дружину Михайла II Евфросину, яку той узяв з монастиря. Поновився розбрат іконоборства, що вже наче затихнув, переслідування і катування; 832 року вийшов указ, яким заборонялося шанування ікон.
Феофіл був одружений з Феодорою, яку вибрав у результаті влаштованих весною 821 року оглядин. Спочатку Феофіл хотів вибрати в дружини Кассію, майбутню відому піснярку, але передумав через її зухвалу відповідь на його репліку.
Вихователь Феофіла — патріарх Іоанн Граматик — і ще більш дружина його, Феодора, яка згодом відновила православ'я, пом'якшували жорстокість Феофіла в окремих випадках. З поваги до Феодори, яка любила чоловіка, пам'ять його не була зраджена прокляттям на православному соборі 843 року. При всім тім Феофіл не організовував систематичного переслідування ікон: вони залишалися в церквах, підвішені високо. Втім, згідно з новітніми дослідженнями, переслідування при Феофілі були далеко не так жорстокі, як це згодом представляли хроністи, і часто проходили під знаменням переслідувань не стільки за віру, скільки за політичну неблагонадійність. Карав Феофіл не за догмат, але за те, що не послухалося його влади; обидві церковні партії повинні були жити в імперії поряд, причому головували іконоборці.
У внутрішньому управлінні Феофіл був суворий і самовладний; але про його укази ми знаємо лише з православних хронік. Він видав закон проти зловживань адміністрації, боровся з хижою бюрократією; дозволив шлюби між візантійками і персами. Його справедливість, доступність скаржникам з народу, відображена легендами, додає його правлінню східний відбиток. Так, він наказав публічно відшмагати Петрона, брата імператриці Феодори, за те, що при споруді будинку він порушив права сусідки; він розпорядився спалити на площі багатий вантаж із корабля, який належав імператриці, виходячи з того, що царям не личить вести торгівлю. Блиск і пишнота панували при дворі Феофіла; скарбниця здавалася невичерпною.
Поряд з корисними спорудами, як міські морські стіни, як величезна богадільня, поряд із пристроєм державної сигналізації (вогнями на вершинах гір) від столиці до арабських меж, Феофіл задовольняв свої пристрасті до розкоші та мистецтв. Прекрасні палацові споруди — фонтан Фіалу, портики Містерії і Сигма, так званий Таємничий тріконх, новий іподром, заміський палац Врія в арабському стилі, палата для музичних органів у палаці — свідчать про розкіш Феофіла і, в той же час, про вплив східного мистецтва і смаків, провідниками яких були патріарх Іоанн Граматик і науковець Лев Математик.
Підтримуючи стосунки із західними імператорами, Людовиком Благочестивим і Лотаром, і з кордовським халіфом, користуючись перемир'ям з Болгарією, Феофіл призвав Венецію проти арабів, які завоювали Палермо, Тарент і Барі. На півночі Чорного моря він вступив у союз із хозарами і збудував у гирлі Дону фортецю Саркел, проти печенігів. Великою допомогою служили йому перські вихідці, які повстали проти арабського халіфа і втекли до Візантії; їх було декілька тисяч, і з них були сформовані особливі загони, якими керував перс Феофоб, який став при Феофілі знаменитим воєначальником; Феофіл видав за нього свою сестру Олену.
Перші походи Феофіла в Сирію проти багдадських халіфів Мамуна (831) і Мутасіма (837) були вдалі; але потім Мутасім, покінчивши з іншими ворогами, жорстоко помстився Візантії. Його полководець Афшин розбив Феофіла, який ледве врятувався від полону; сам Мутасім обклав і зруйнував 838 року візантійську твердиню Аморій в Малій Азії, батьківщину імператора, перебивши і забравши в полон багато християн. Хоробрі начальники Аморія, на чолі з патрікієм Аетієм, після довголітнього полону були страчені за вірність християнству — 42 Аморійські мученики. Загибель рідного міста і поразка християн сильно вплинули на Феофіла; він захворів, і менше ніж за 4 роки хвороба звела його в могилу. Вмираючи, він, за переказами, примирився з православ'ям, поцілувавши ікону, яку піднесла йому Феодора.

## Родина
У Феофіла з Феодорою було п'ять дочок — Марія, Фекла, Ганна, Анастасія і Пульхерія — і два сини, Костянтин і Михало. Марія була одружена з Олексієм Муселе і померла близько 839 р., Костянтин помер у дитинстві, близько 830—831 р. Решта дочок вже після смерті батька прийняла чернецтво (мабуть, Феофіл заповідав не видавати їх у шлюб до повноліття Михайла, щоб усунути небезпеку можливих змов, оскільки Михайло був ще зовсім малий, коли Феофіл помер).
Чоловіком сестри Феодори, дружини Феофіла, був Костянтин Друнгарій — візантійський воєначальник, один з так званих 42 мучеників Аморійських.